# 雅典事件
雅典事件，是中華人民共和國外交史上的一次事故，发生于1973年5月的希腊雅典。在中華人民共和國与以色列未建交的情况下，时任中华人民共和国驻希腊王国大使周伯萍误入以色列驻希腊外交代表处。

## 背景
1972年6月5日，中華人民共和國和希腊王国建交。1972年12月，周伯萍由粮食部副部长调到外交部，被委任为中国驻希腊王国的首任特命全权大使。1973年3月28日，周伯萍正式向希腊王国递交国书，开始成为特命全权大使。为了推动两国关系的发展，外交部决定于1973年邀请希腊副首相马卡雷佐斯访问中国，邀请信由周伯萍在赴任时带去。周伯萍到雅典后经与希腊外交部几度磋商，确定访问时间为5月的下半月。
在当时，阿拉伯国家是中華人民共和國的政治盟友，而阿拉伯国家与以色列的关系极差，因此中華人民共和國不承认以色列，中華人民共和國和以色列也没有外交关系。不过在1971年召开的联合国第二十六届联大会议上表决中国代表权议案时，以色列投票支持中華人民共和國恢复联合国席位并驱逐中华民国政府代表的提案。
“文化大革命”时期，周恩来主管外交工作，“四人帮”把周恩来作为他们最大的夺权障碍，一再声称大使中有坏人，并以此攻击周恩来。

## 经过
1973年5月7日，周伯萍前往希腊外交部，商定时任希腊副首相马卡雷佐斯访华计划，事情完成时已到13时15分。周伯萍在返回使馆途中，看到附近街道警哨、车辆比平时增多，显示有重要外交活动。由于不知是什么事，回到使馆后，周伯萍让翻译去使馆查看请帖。由于当天使馆值班人员刚学英语，看到捷克斯洛伐克大使馆的一张请帖，而捷克斯洛伐克大使名叫科威克，第一个字母为K，值班人员误认为是科威特大使馆请帖，也未留意日期是8日中午，见翻译匆忙便询问是否从科威特大使馆招待会回来。翻译听闻后误认为是科威特大使馆开办国庆招待会，匆匆看一眼请帖，由于请帖标注时间为12点到13点半，即离散场只有10分钟，翻译慌张未看日期扔下请帖跑去告知周伯萍。周伯萍听闻后着急，在未按正常的办事程序（查看请帖、司机探明道路）的情况下决定立即赶去科威特大使馆。
由于周伯萍、翻译、司机未去过科威特大使馆，不知地址只知道距离很近，亦不知道东南方附近有以色列驻希腊外交代表处。翻译和司机都以为东南方车辆往来很多的地方为科威特大使馆，未问路而是顺着警察手势行驶，因此前往以色列外交代表处。周伯萍由于未见过科威特大使馆临时代办和以色列外交代表，误认为站在门口的以色列外交代表为科威特大使馆临时代办，一下车就急忙与他握手并向他表示祝贺国庆节（以色列的国庆日即獨立日每年的以珥月5日，在1973年为5月7日），并解释迟到原因。当时《纽约时报》一名记者在场，询问周伯萍到“这里”（指以色列驻希腊外交代表处）是否意味中国承认以色列。由于翻译把“这里”翻译成“雅典”，周伯萍认定记者是无故寻衅便简单顶回。周伯萍看到记者的表情迷惘，但未加理会，与正待离去的荷兰、墨西哥、乌拉圭等国大使简单问候后与以色列代表告别，返回大使馆。
5月8日中午，在捷克斯洛伐克大使馆举行的国庆招待会上，周伯萍遇到罗马尼亚大使。罗马尼亚大使对翻译说了些话后翻译变了神色。周伯萍见状，催问翻译和与罗马尼亚大使再次询问，才知道昨日误入以色列外交代表处。
5月12日，《纽约时报》将周伯萍误入以色列驻希腊外交代表处的事件进行报道。

## 处理
当时阿拉伯国家敌视以色列，对有关以色列的问题特别敏感，且此事可能会被“四人帮”用来攻击周恩来。周伯萍从捷克斯洛伐克使馆一回来就召开使馆党委会，决定采取三项措施：向希腊外交部和阿拉伯各国使节说明误入以色列外交代表处是“使馆工作上的差错，不意味中国外交政策有变化”；立即向外交部报告错误情况，作初步检查；向使馆通报情况，要求从他的错误中汲取教训，改进使馆工作。外交部接到周伯萍的报告后复电同意补救措施，询问犯错的详细情况，后又打电话要求周伯萍不要对外谈论此事并立即回国，要原定回国参加接待希腊副首相的政务参赞申志伟留馆主持工作。周伯萍在5月14日下午乘法航班机返回中国，15日晚到达北京，16日上午到外交部报到。外交部副部长仲曦东、乔冠华知道周伯萍有心脏病，先后与周伯萍谈话时嘱咐他不要过分紧张，先休息两天再写检查。但周伯萍回家后还是立即写检讨，报告事件经过，恳请严厉处分。
5月14日，周恩来在国务院办公会上对事件发怒：“美国出了水门事件，我们出了雅典事件，主角姓周，真是周门不幸！这是新中国外交史上的特大丑闻，必须从严查处。”17日，总理办公室已用外交部名义发出通报，称事件性质是“十分严重、极为荒唐的政治错误”。驻希腊使馆收到外交部通报后也写检讨，主动分担责任，并称周伯萍在犯错后积极补救。在收到周伯萍的检讨和驻希腊使馆的检讨后，外交部党的核心小组会议一致认定周伯萍所犯错误严重，但考虑到他“态度正确，认识较好”，建议免予处分，继续参加希腊副首相的接待工作，在国内学习一段时间后返回希腊工作。19日，周恩来作出同意外交部报告的批示，并决定让周伯萍参加希腊副首相接待工作后，返回使馆工作。24日，毛泽东查看周恩来的批示，将报告中“十分严重、极为荒唐的政治错误，成为外交界的丑闻，影响极坏”一段话改为“是没有调查研究的结果”，将周伯萍对所犯错误的认识“较好”改为“很好”。周恩来见到毛泽东的批示后加注：“请外交部遵照主席批示，估计这次‘雅典事件’的性质，并对周伯萍同志的检查，按主席指示给以鼓励。同时要将主席指示在部内进行传达。对外通报也要加以改正。”

## 后续
5月20日，希腊副首相马卡雷佐斯前往中国访问，周伯萍参加接待工作。5月25日，周恩来接见马卡雷佐斯及代表团主要成员，由乔冠华、王栋和周伯萍陪同会见。交谈中，周恩来主动谈及此事，并就周伯萍返回使馆工作征询希腊方面的意见。马卡雷佐斯表示此事有偶然性，与警察指挥错误也有关系，感谢中国政府允许周伯萍回去工作。会见结束后，周恩来将周伯萍大使留下来谈话，周伯萍感谢恩来对其错误的宽大处理，周恩来笑着回复：“要感谢应该感谢毛主席，是毛主席亲自处理的。这件事这样结束，我当然很高兴。过去我常讲外事工作无小事，并不是外事没有大小之分，而是说外事工作特别敏感，小事如不注意，也会出大事故，所以遇事要谨慎。经过这次事件，我想你会有深刻理解了。”
1975年，周伯萍接替林中担任中华人民共和国驻阿尔及利亚大使。